# Rhaconotus bidens
Rhaconotus bidens är en stekelart som beskrevs av Sergey A. Belokobylskij 2001. Rhaconotus bidens ingår i släktet Rhaconotus och familjen bracksteklar. Inga underarter finns listade i Catalogue of Life.